# Palacio consistorial del XIX Distrito de París
El palacio consistorial del XIX Distrito de París es el edificio que alberga los servicios municipales del XIX Distrito de París, Francia. Se encuentra en Place Armand-Carrel.

## Historia
Fue diseñado por el arquitecto Gabriel Davioud y construido entre 1876 y 1878.
La fachada del pabellón central está decorada con las esculturas The Water Supply de Aristide Croisy y The Cattle Supply, de Georges Clère.
El pintor Diogène Maillart es el autor del techo de la gran escalera, La Ville de Paris instruyendo a sus hijos, y del techo del rellano, La Parure de la femme . Henri Gervex es el autor del cuadro Mathurin Moreau (escultor y alcalde del distrito 19) casándose con su hijo, colgado en el salón de bodas.